# Dira clytus
Dira clytus là một loài bướm ngày thuộc họ Nymphalidae. Nó được tìm thấy ở Nam Phi.
Sải cánh dài 45–55 mm. Con trưởng thành của phụ loài ssp. clytus bay từ cuối tháng 2 đến tháng 4 và của ssp. eurina từ cuối tháng 2 đến cuối tháng 3. Có một lứa một năm
Ấu trùng ăn nhiều loài Poaceae, bao gồm Ehrharta erecta, Pennisetum clandestinum, Stipa dregeana, Panicum deustrum, Stenotaphrum glabrum và Stenotaphrum secundatum.

## Phụ loài
- Dira clytus clytus (tây nam Cape)
- Dira clytus eurina Quickelberge, 1978 (miền nam Cape)